# Серебрянка (приток Инструча)
Серебрянка (устар. нем. Ackmenis) — река в России, протекает по территории Краснознаменского района, устье на границе Неманского района Калининградской области. Устье реки находится в 64 км по левому берегу реки Инструча. Длина реки — 18 км, площадь водосборного бассейна — 53 км².

## Данные водного реестра
По данным государственного водного реестра России относится к Балтийскому бассейновому округу, водохозяйственный участок реки — Преголя. Относится к речному бассейну реки Неман и рекам бассейна Балтийского моря (российская часть в Калининградской области).
Код объекта в государственном водном реестре — 01010000212104300009934.